# Johann Strauss (pare)
Johann Strauss   (Leopoldstadt, 14 de març de 1804 - Viena, 25 de setembre de 1849) va ser  un compositor i director d'orquestra austríac, conegut particularment pels seus valsos i per ser el pare d'una dinastia musical amb els seus fills Johann Strauss, Josef Strauss i Eduard Strauss.
Johann Strauss va ser un prodigi musical. Va iniciar-se en la seva carrera quan als 6 anys quan va veure una orquestra i va demanar-li un violí al seu pare. De formació autodidàctica, formà part de l'orquestra de Joseph Lanner i més tard fundà la seva pròpia orquestra, i celebrà nombrosos concerts per Europa.
Director de la música de dansa de la cort imperial (1835), és el creador del vals vienès, i també és autor de marxes -la més famosa de les quals és la Marxa Radetzky-, quadrilles, fantasies, galops, popurris, etc.
El 25 de setembre de 1849 va morir a causa de la malària, a Viena, Àustria.